# Aria protejată Poda
Aria protejată Poda a fost declarată în 1989 de Ministerul Bulgar al Apelor și Mediului. A fost prima zonă protejată din Bulgaria care este complet administrată și întreținută de o organizație neguvernamentală, Societatea Bulgară pentru Protecția Păsărilor (BSPB). BSPB pregătește și implementează activitățile adoptate de Planului de Management al Guvernului, dar se finanțează complet din taxe de intrare, suveniruri vândute și donații. Prin acest aranjament, își propune să fie un model durabil pentru conservarea naturii, educația mediului și eco-turism.
Situată la sud de orașul-port Burgas, pe coasta bulgară a Mării Negre⁠(d), Poda este înconjurată de Marea Neagră și de trei lacuri mari — Lacul Vaia, Lacul Mandra și Lacul Atanasovsko. Împreună cu zona protejată Poda, ele formează o mare zonă umedă numită Lagunele Burgasului. Este o zonă importantă din punct de vedere biologic ca loc de odihnă pentru multe dintre păsările migratoare care folosesc ruta migratorie est-europeană Via Pontica; precum și ca habitat important de cuibărit pentru multe specii care se reproduc aici. În 1994, a fost clasificată în cadrul programului CORINE⁠(d), iar în 2002 Poda a fost inclusă pe Lista Ramsar a zonelor umede de importanță internațională în temeiul Convenției de la Ramsar. Se propune să fie inclusă în rețeaua europeană Natura 2000 în cadrul zonei naturale Mandra-Poda.

## Ecologie
Deși ocupă o suprafată relativ mică, în zona protejată Poda au fost observate 252 de specii de păsări. 46 de specii de păsări se cuibăresc în zonă și este singura locație de pe coasta Mării Negre, cu o colonie mixtă de reproducere pentru diferite specii de stârci: lopătar, țigănuș, stârc roșu, stârc cenușiu, stârc alb⁠(d), egretă mare și egretă mică. Alte specii care se înmulțesc în zonă sunt eretele de stuf⁠(d), chira de mare⁠(d) și chira mică, și cormoranul mare — care și-au părăsit locurile obișnuite de reproducere în stuf și au făcut cuiburi în instalațiile electrice abandonate din zonă. Biodiversitatea bogată este atribuită celor trei tipuri diferite de habitate de apă pe care le conține — apă salmastră, dulce și hiper-salină. În lunile de iarnă, în golful de la Poda, se odihnesc cormoranii pigmei, o specie pe cale de dispariție pe plan global. Alte specii pe cale de dispariție în zonă în acest moment sunt pelicanii creți și rațele cu cap alb. Ele împart golful cu mii de lișițe și rațe. Poda este situată de-a lungul celui de al doilea cel mai mare traseu de migrație a păsărilor din Europa, Via Pontica. Anual, 75% din populația europeană de barză albă (peste 250.000), 100% din populația de pelican alb (peste 40.000) și mii de păsări rapitoare, păsări de apă și păsări cântătoare pot fi observate în lunile de migrație din martie-aprilie și august- septembrie.

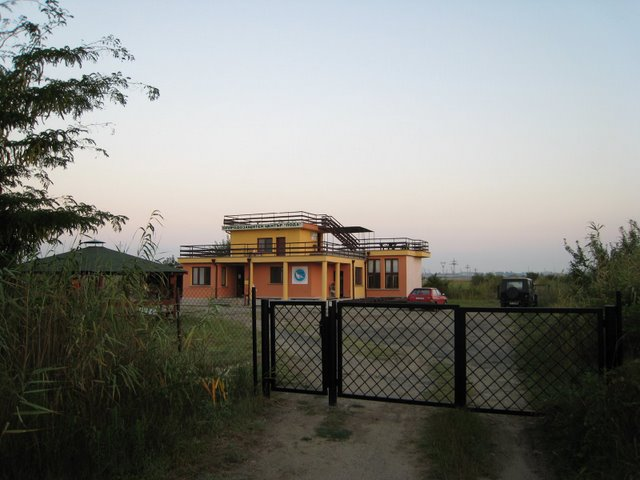
Centrul Natural Poda

Printre alte specii rare observate în aria protejată se numără cel mai mare șarpe din Bulgaria, balaurul mare (Elaphe sauromates); cel mai mic mamifer din Europa, scorpia etruscă⁠(d); nutriile, care nu sunt originare din zonă; și vidra europeană, aflată pe cale de dispariție la nivel mondial.

## Turism
Pentru a-și facilita misiunea de educație ecologică și eco-turism, BSPB operează un centru de conservare a naturii la Poda din 1997. Este deschis tot anul și oferă prelegeri despre habitatele și speciile unice din zonă turiștilor și grupurilor de studenți care vizitează. Vizitatorii pot folosi binoclul și telescoapele centrului, afișele de identificare a speciilor și poteca naturală acoperită pentru a observa diferitele păsări din zona protejată. La fața locului, sunt disponibile tururi ghidate de ornitologi sau de voluntari BSPB care explică diferitele habitate și speciile comune găsite în fiecare. Centrul primește aproximativ 15.000 de vizitatori pe an, mai ales vara.